# It's Raining Men
„It's Raining Men“ je píseň od kapely The Weather Girls. Píseň pochází z alba Success a trvá 4:06 minut, ale jako 12" singl má kolem 5:24 minut. Skladbu napsali Paul Jabara a Paul Shaffer (frontman CBS Orchestra, kapela v Noční show Davida Lettermana).
Skladba se stala gayskou, taneční, camp (ironický status kýčovitých věcí) a ženskou hymnou.
Píseň coveroval RuPaul s Marthou Wash v roce 1997 a Geri Halliwell v roce 2001.

## Hitparáda
Verze od Weather Girls se dostala do hitparády US Disco Chart a v říjnu 1982 obsadila 1. příčku.
Píseň se rovněž probojovala na 34. místo US R&B hitparády, 46. místo US Pop hitparády a 2. místo v UK Singles Chart.

## V populární kultuře
- Je to oblíbená píseň Homera Simpsona ze seriálu Simpsonovi. V dílu „Strach z létání“, kdy Vočko vyhodí desku téhle písničky z jukeboxu ven na ulici, šťastný Waylon Smithers ihned desku popadne (reference na jeho homosexualitu).
- V roce 2008 kapela The McCain Girls nazpívala píseň "It's Raining McCain", kterou později publikovali na YouTube
- Píseň si zazpíval i Bill Kaulitz v show Star Search („hledáme hvězdy“)

česká coververze
Pod názvem „Já vítám déšť“ s textem Eduarda Krečmara ji v roce 2006 nazpívala Helena Vondráčková